# Pawel Iwanowitsch Wostrjakow
Pawel Iwanowitsch Wostrjakow (auch Pavel Vostriakov, russisch Павел Иванович Востряков; * 24. Juli 1930 in Leningrad) ist ein ehemaliger sowjetischer Radrennfahrer.

## Sportliche Laufbahn
Pawel Wostrjakow startete für den Verein Trud Leningrad und begann 1949 mit dem Radsport. 1955 gewann er die UdSSR-Rundfahrt, bei der er mehrere Etappen in verschiedenen Jahren gewinnen konnte. 1957 wurde er sowjetischer Meister im Straßenrennen. Er war fünfmal bei der Internationalen Friedensfahrt am Start, mehrmals als Kapitän der sowjetischen Auswahlmannschaft. Sein bestes Ergebnis bei der Rundfahrt war Platz sechs 1958.